# Луна 5
Луна 5 е космически апарат, изстрелян от СССР по програмата Луна с цел изследване на Луната. Основната цел на мисията е проучване на възможността за осъществяване на меко кацане на повърхността. Ракетният двигател за меко кацане претърпява повреда и апаратът се разбива на повърхността на Луната в областта на Mare Nubium (Море на облаците).

## Описание на мисията
През май 1965 г. Луна 5 става първият апарат на СССР, изстрелян към Луната, за предишните две години. След Луна 4 са регистрирани няколко неуспешни изстрелвания, в това число Луна 1964А на 21 март 1964 г., Луна 1964Б на 20 април 1964 г., Зонд 1964А на 10 април 1965 г. и частично неуспешната Космос 60 на 12 март 1965 г., която не напуска земна орбита.
След кореция на курса на 10 май апаратът започва неконтролирано въртене около основната си ос поради проблем с жироскоп. Последвалият опит за задействане на глания двигател е неуспешен, като апаратът се разбива на повърхността на Луната на място с координати 8° з. д. и 31° ю. ш.